# Sextus Clodius

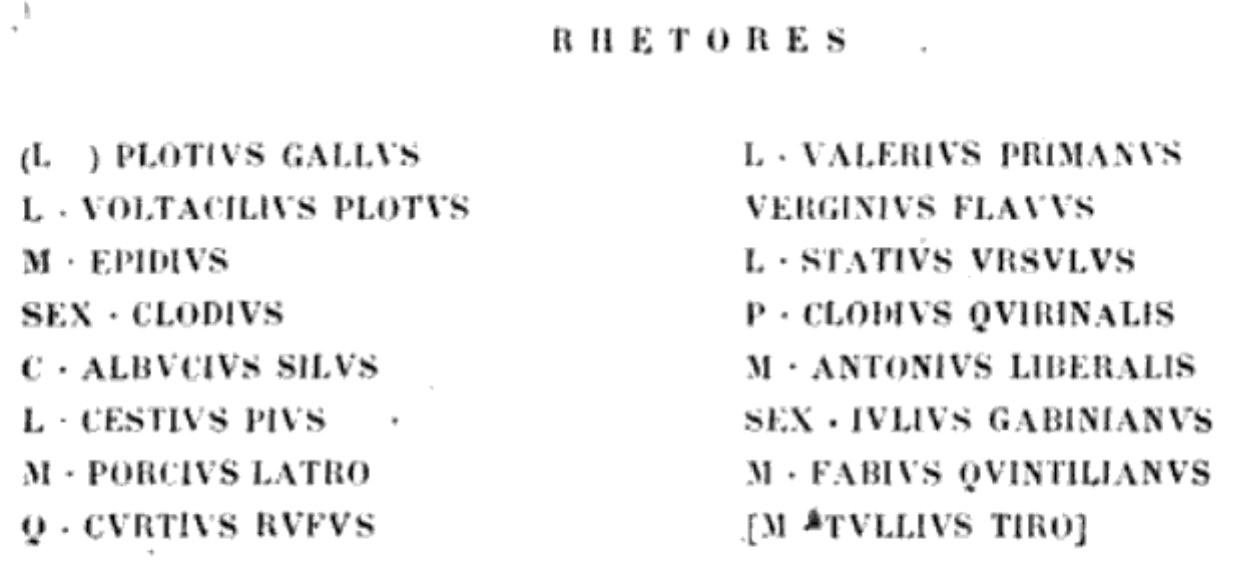
Sextus Clodius auf Suetons Liste der berühmten Rhetoren

Sextus Clodius war im 1. Jahrhundert v. Chr. ein römischer Rhetor und Lehrer der Rhetorik. Er stand im Dienst des Triumvirn Marcus Antonius, der ihn bewunderte und reich beschenkte. Cicero lobte seinen Witz, bemängelte seine Lehrtätigkeit. Spärliche Informationen überliefern Sueton und Cicero.

## Leben und Charakter
Über sein Leben ist fast nichts bekannt, Sueton überliefert kurz: „Sextus Clodius aus Sizilien, Lehrer der Rhetorik auf Latein und in gleicher Weise auf Griechisch; schlecht im Sehen und voll beißenden Witzes.“
Cicero bezeichnet ihn zum einen als „einen durchaus witzigen Kerl“, zum anderen als „einen Dummkopf.“ Seine Rolle für M. Anton bleibt nebulös. Seine Aperçus über Antonius rücken ihn in Nähe eines Hofnarren, nach Cicero übte er eher eine rhetorische Beratertätigkeit aus: „Ja, um witzig zu sein, hast du (Marcus Antonius) einen Lehrmeister (Clodius), der nach deinem und deiner Zechbrüder Urteil ein Lehrer der Beredsamkeit ist.“
Antonius muss ihn geschätzt haben, denn als Triumvir überschrieb er ihm von den staatlichen Ländereien (Ager publicus) zweitausend Joch (iugerum) Ackerland (ca. 500 ha), was von Cicero vehement missbilligt wurde (siehe unten: Clodius und Cicero). Clodius’ Aperçus betreffen M. Anton und dessen Ehefrau Fulvia (siehe nächsten Abschnitt).

## Clodius und Marcus Antonius
Sueton überliefert zwei kurze humorvolle Bemerkungen, eine betrifft seine Augen, die andere seinen spitzen Schreibgriffel.
Die Augen: Zu seiner Fehlsichtigkeit „sagte er (Clodius), er habe ein Paar Augen während der Freundschaft mit dem Triumvir Marcus Antonius verbraucht.“ Das Aperçu ist ein Hinweis darauf, dass die Nähe zu Marcus Antonius und somit die Teilnahme an dessen ausschweifender Lebensweise
seiner Gesundheit abträglich war. Er war wohl auch des Nachts – sei es zu rhetorischen Übungen oder zu zügellosen Eskapaden – zu viel mit Marcus Antonius zusammen.
Der spitze Griffel: Als Marcus Antonius Gattin „Fulvia eine geschwollene Backe hatte, sagte er, Fulvia habe die Spitze seines Griffels herausgefordert.“
Es bleibt offen, was zwischen Fulvia und Clodius vorgefallen war, auf alle Fälle hat sie seinen spitzen Griffel zu spüren bekommen, er muss etwas über sie geschrieben haben, was sie verletzt hat.
Clodius hatte für solche Bemerkungen von seinem Dienstherrn nichts zu befürchten, „er wurde dafür nicht weniger, sondern sogar noch mehr von Marcus Antonius geliebt.“ Cicero meinte sogar, „dass er (Marcus Antonius) ihm erlaubt hat, dass er gegen ihn sagen könne, was er wolle.“
Marcus Antonius hatte schließlich eine so hohe Meinung von Clodius, dass er ihn reich beschenkte (siehe nächsten Abschnitt).

## Clodius und Cicero
Von Cicero ist kein objektives Bild von Clodius zu erwarten. In seinem Kampf gegen Antonius machte er auch dessen Umfeld schlecht. So war auch Clodius vor Ciceros Bannstrahl nicht gefeit. Er zieht Clodius in seinen Philippischen Reden mehrmals heran, um mit ihm zu demonstrieren, wie dumm und unverantwortlich Marcus Antonius die Regierungsgeschäfte ausübt.
Cicero beklagt sich darüber, dass M. Anton staatliche Ländereien an zwielichtige Gestalten verschenkte: „Äcker, die er (M. Anton) dem Staat entrissen und mit den schändlichsten Besitzern besudelt hat.“
Auch Clodius bekam seinen Anteil und Cicero zieht das heran, um  Marcus Antonius zu treffen: „Aber was für eine ansehnliche Belohnung gab er seinem Redekünstler? … Zweitausend Morgen von der leontinischen Ebene wiesest du (Marcus Antonius) dem Rhetor Sextus Clodius an und zwar ohne alle Abgaben, um nämlich für eine so große Belohnung nichts als Unverstand zu lernen.“
Anstatt staatshaushälterisch zu handeln, verschleudere Antonius den Ager publicus an seine Getreuen, er belohne Clodius, obwohl er bei ihm nichts gelernt habe, Clodius verdiene eine so großes Geschenk nicht, denn es sei ein Leichtes, Witze über Antonius zu machen.
Cicero intensiviert seinen Angriff: „Seht, warum wurde sein Lehrer aus einem Redner ein Bauer – er (Clodius) besitzt steuerfrei vom Ager publicus der leontinischen Ebene zweitausend Morgen – nur damit er (M. Anton) auf Staatskosten einen Dummkopf noch dümmer macht.“
Es bleibt offen, ob Cicero in diesem Spott eine wirkliche Bewertung des Rhetors verpackte oder in der Hitze des politischen Angriffs bewusst übertrieben hat, um M. Anton zu demontieren.

## Sonstiges
Die Quellen überliefern nach anderen Lesarten von Namen (z. B. Clodio statt Iulio) und Angaben (z. B. Rhetor statt Praetor) weitere umstrittene Informationen: Möglicherweise hatte er Kontakt zum Cicero-Freund Atticus, war der Autor einer Schrift Über die Götter und einer Zur Enthaltsamkeit beim Fleischkonsum (Πρὸς τοὺς ἀπεχομένους τῶν σαρκῶν).